# Stan Hansen
Stan Hansen (født 12. oktober 1949) er en tidligere amerikansk fribryder af dansk oprindelse.

## Biografi
Stan Hansen er født og opvokset i Amarillo, Texas, men er af dansk herkomst. Stan Hansen wrestlede i 1970'erne for WWWF, men hans gennembrud kom i Japan hvor han blev ekstremt populær, især for hans voldsomme stil. Stan Hansen var altid utrolig hård i ringen, og det var ham der gjorde en Lariat sindssygt populær. Dette skete fordi han brækkede nakken ved et uheld på en modstander med et Bodyslam, men han rejste straks modstanderen op og gav ham et slag hen over halsen med sin arm (altså en Lariat) og derfor troede folk at dette slag brækkede nakken på modstanderen. Hansen dannede et berygtet tag team med den ligeså vilde og hårde, Bruiser Brody. Stan Hansen wrestlede for bl.a. New Japan Pro Wrestling, All Japan Pro Wrestling og i USA for American Wrestling Association. I 1990 kom han til WCW og indledte en fejde med Lex Luger. Hansen vendte tilbage til Japan, men i 2000 stoppede han som wrestler grundet lumbago. 

### Arv
Stan Hansen har efterladt en arv, på især Japansk wrestling. Han er i nogen grad skyld i den meget populære Strong Style stil der anvendes i Japan, men også i USA i firmaer som Ring of Honor. Stan Hansen har fået æren for at opfinde The Lariat, et move der bruges af utallige folk i dag, og er utrolig berygtet.